# 信託会社
信託会社（しんたくがいしゃ）とは、信託業法により内閣総理大臣の免許または登録を受けた者をいう。信託会社でなければ信託の引受けを営業として行うことができない。ただし、金融機関の信託業務の兼営等に関する法律（兼営法）により、銀行その他の金融機関は内閣総理大臣の認可を受けて信託業を営むことができ、信託銀行等は兼営法による認可を受けて信託業を営んでいる。

## 沿革
信託業を営む会社は信託業法施行以前から存在した。1906年に設立された東京信託株式会社をはじめとして信託会社の設立が相次ぎ、1921年末にはその数は488社に達していたが、信託法・信託業法・兼営法の施行後に整理された。残った信託会社も1948年に銀行業務の兼営が可能になったのを受けて銀行法上の普通銀行に転換した。1954年に大蔵省は、長期資金供給負担を軽減させる目的で、普通銀行から信託業務を分離する政策を進めた。これにより、信託業務を併営する普通銀行は大和銀行以外になくなり、7社の信託銀行が設立された。
現在、免許・登録を受けている信託会社は、その後に設立されたか、または海外から進出してきたものである。

## 免許・登録を受けている信託会社
信託会社には、「運用型」と「管理型」の2種類があり、管理型信託会社は以下のいずれかの信託引き受けしかできないなど制限が設けられている（信託業法第2条第3項）。
- 委託者の指図により信託財産の管理又は処分が行われる信託
- 信託財産につき保存行為又は財産の性質を変えない範囲内の利用行為若しくは改良行為のみが行われる信託

最新の一覧は金融庁「運用型信託会社免許・管理型信託会社登録一覧」参照。

### 運用型信託会社
2004年12月に公布、施行された信託業法（2004年法律154号）は、「信託業の担い手の拡大」を目的の1つとしていた。「金融機関以外の参入を可能にする」ため、業務内容に応じて、2つの信託会社の区分を設けた。これが、免許制の運用型信託会社（信託業法第3条）と、登録制の管理型信託会社（信託業法第7条）である。信託業法の施行後、免許を受けた運用型信託会社は、次のとおりである。
| 免許年月   | 会社名                                       | 備考 |  |
| ---------- | -------------------------------------------- | --- |  |
| 2005年5月  | ジャパン・デジタル・コンテンツ               | 社名を「ジャパン・デジタル・コンテンツ信託」に変更して営業を開始。2009年9月免許取消、社名を「JDC信託」に変更                                         |  |
| 2005年9月  | 朝日信託                                     | |  |
| 2005年9月  | 日立キャピタル信託                           | 2021年7月に社名を「三菱HCキャピタル信託」に変更 |  |
| 2005年10月 | ディービー・ファイナンス・ジャパン           | 社名を「DB信託」に変更して営業を開始。2014年2月に社名を「ドイチェ信託」に変更。2020年10月にサングループが買収、社名を「Sanne Group Japan信託」に変更 |  |
| 2007年2月  | トランスバリュー信託                         | 管理型信託会社が免許を受けたもの。2015年5月に社名を「楽天信託」に変更                                                                                |  |
| 2008年1月  | ロンバー・オディエ・ダリエ・ヘンチ・ジャパン | 社名を「ロンバー・オディエ・ダリエ・ヘンチ信託」に変更して営業を開始。2012年7月に社名を「ロンバー・オディエ信託」に変更                              |  |
| 2008年4月  | イートラスト信託                             | イーバンク銀行の信託子会社。2009年9月に廃業 |  |
| 2009年10月 | スターツ信託                                 | |  |
| 2012年4月  | ベルニナ信託                                 | 2015年1月に社名を「FPG信託」に変更 |  |
| 2018年5月  | レオパレス信託                               | 2019年9月に社名を「未来サポート信託」に変更。2021年10月に社名を「エイブル信託」に変更                                                                |  |
| 2019年3月  | ジェイバリュー信託                           | |  |
| 2021年3月  | FXクリアリング信託                           | 管理型信託会社が免許を受けたもの。2021年4月に社名を「SBIクリアリング信託」に変更                                                                     |  |
| 2021年10月 | LGTウエルスマネジメント信託                  | |  |
| 2022年1月  | JIA信託                                      | |  |
|            |                                              | |  |

### 管理型信託会社
同じく、信託業法の施行後、登録を受けた管理型信託会社は、次のとおりである。
| 財務局 | 登録番号 | 登録年月     | 会社名                                 | 備考                                                                          |  |
| ------ | -------- | ------------ | -------------------------------------- | ----------------------------------------------------------------------------- |  |
| 関東   | 1        | 2005年5月    | SMLC信託                               | 2007年10月に社名を「SMFL信託」に変更                                          |  |
| 関東   | 2        | 2005年12月   | トランスバリュー信託                   | （上記）                                                                      |  |
| 関東   | 3        | 2006年11月   | 日本エスクロー信託                     | 2012年10月に社名を「山田エスクロー信託」に変更                                |  |
| 関東   | 4        |              |                                        |                                                                               |  |
| 関東   | 5        | 2009年8月    | UAP信託                                | 2011年2月に廃業                                                               |  |
| 関東   | 6        | 2011事務年度 | 虎ノ門サポート信託                     | 2015年10月に廃業、社名を「虎ノ門法曹ビル」に変更                              |  |
| 関東   | 7        | 2012事務年度 | 富嶽信託                               | 2014年3月に廃業                                                               |  |
| 関東   | 8        | 2013年7月    | ほがらか信託                           |                                                                               |  |
| 関東   | 9        |              |                                        |                                                                               |  |
| 関東   | 10       | 2014年8月    | 大東みらい信託                         |                                                                               |  |
| 関東   | 11       | 2014年8月    | エスクロー・エージェント・ジャパン信託 |                                                                               |  |
| 関東   | 12       | 2018年5月    | FXクリアリング信託                     | （上記）                                                                      |  |
| 関東   | 13       |              |                                        |                                                                               |  |
| 関東   | 14       | 2015年9月    | プルデンシャル信託                     |                                                                               |  |
| 関東   | 15       | 2017年6月    | 積水ハウス信託                         |                                                                               |  |
| 関東   | 16       | 2017年9月    | ハートワン信託                         |                                                                               |  |
| 関東   | 17       | 2017年11月   | しあわせパートナーズ信託               | 2019年7月に社名を「マネックスSP信託」に変更                                   |  |
| 関東   | 18       | 2018年6月    | 留学安心信託                           |                                                                               |  |
| 関東   | 19       | 2020年9月    | コタエル信託                           |                                                                               |  |
| 関東   | 20       | 2020年12月   | パソナ知財信託                         |                                                                               |  |
| 近畿   | 1        | 2006年6月    | 桐生信託                               | 社名を「きりう不動産信託」に変更して営業を開始                                |  |
| 近畿   | 2        | 2006年6月    | アロー信託                             | 社名を「ファースト信託」に変更                                                |  |
| 近畿   | 3        | 2006年12月   | 共同信託                               |                                                                               |  |
| 近畿   | 4        |              |                                        |                                                                               |  |
| 近畿   | 5        | 2007年3月    | 日本流動化信託                         | 2012年6月「サーバントラスト信託」に商号変更、2022年10月「日税信託」に商号変更 |  |
| 東海   | 1        | 2006年10月   | ライツ信託                             | 2010年6月業務停止命令（1回目）。そのまま廃業                                  |  |
| 東海   | 2        | 2016年6月    | 飛騨ITアセット信託                     | 2017年3月に社名を「すみれ地域信託」に変更                                     |  |
| 東海   | 3        | 2021年6月    | 貝沼信託不動産                         |                                                                               |  |
| 福岡   | 1        | 2022年3月    | 三好スマイル信託                       |                                                                               |  |